# Piedras
Pour le film espagnol, voir Piedras (film).
Piedras est une municipalité colombienne située dans le département de Tolima.

## Histoire
En 1552, l'existence d'une cité indigène est attestée. En 1774, la population fut déplacée sur le site actuel.

## Économie
La population est agricole à 90 %, exploitant 500 hectares de riz pour une production moyenne annuelle d'environ 2 000 tonnes en 2013.
Le sous-sol de la commune est riche en or et en recèlerait l'équivalent de 27 millions d'onces. AngloGold Ashanti, société minière sud-africaine spécialisée dans l'extraction aurifère, a déposé un projet de mine géante mais la population s'y est opposée par référendum en juillet 2013 à 99,2 %.